# Sitio de Porto Ferrajo
El sitio de Porto Ferrajo fue un intento francés de forzar la rendición del pueblo fortificado toscano de Porto Ferrajo —actualmente conocido como Portoferraio—, situado en la isla de Elba, tras la ocupación de la mayoría de Toscana en 1801 durante las guerras revolucionarias francesas. Las fuerzas francesas superaban a la guarnición toscana en número, pero esta última recibió una ayuda considerable por parte de la Marina Real británica, la cual controlaba el mar Mediterráneo y se aseguró de que le llegaran provisiones y de interceptar los refuerzos franceses. Los franceses comenzaron el asedio en mayo de 1801 con mil quinientos hombres, a los que se les unieron más de cinco mil más tarde, pero no pudieron penetrar las defensas de las fortalezas. Por ello, trataron de hacer que los defensores se rindiesen por hambre con la ayuda de las fragatas de la Marina Nacional francesa, que bloquearon la costa.
La presencia de una pequeña escuadra naval británica en la región frustró el plan, ya que refuerzos adicionales británicos dirigidos por el contraalmirante sir John Borlase Warren y el teniente coronel George Airey fortalecieron a los defensores lo suficiente como para permitirles a estos atacar las posiciones ofensivas francesas. Posteriormente, los franceses perdieron todas las fragatas que habían enviado a ejercer el bloqueo del puerto, destruidas en varios enfrentamientos con los barcos de guerra británicos que patrullaban la zona, lo que le concedió al Reino Unido un dominio del mar que le permitió sostener la fortaleza. A excepción de algunas confrontaciones navales y una destacada en tierra, el asedio se prolongó sin resultado durante el verano y comienzos del otoño de 1801. Cuando se firmaron los primeros artículos del Tratado de Amiens en octubre, el pueblo estaba aún bajo dominio toscano, aunque el acuerdo final, firmado en marzo de 1802, estableció la concesión de la isla al duque de Parma —rey de Etruria—.

## Invasión

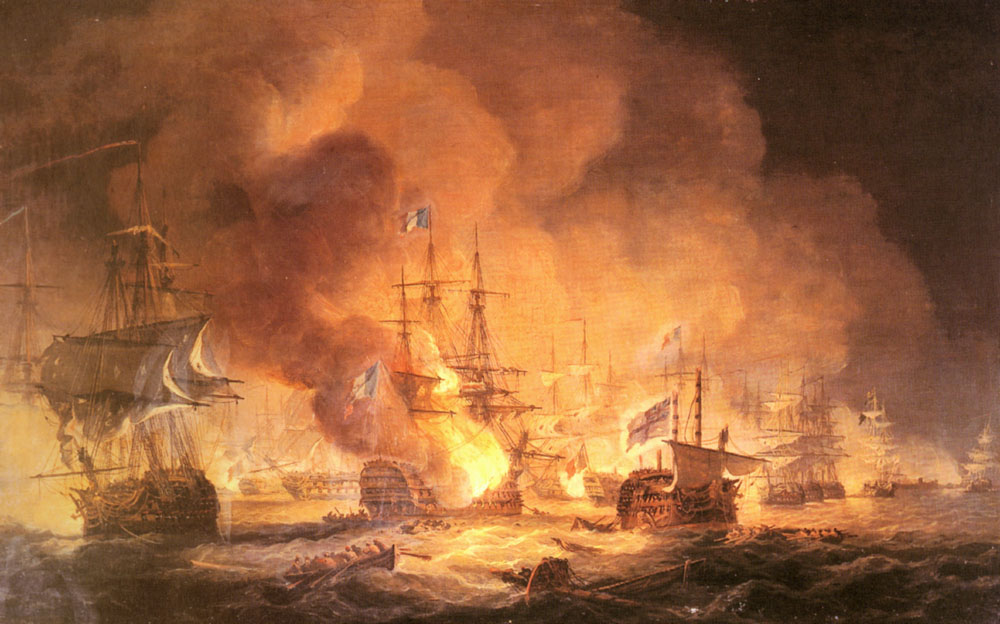
Batalla del Nilo, óleo de Luny Thomas que representa el enfrentamiento homónimo.

En 1800, Napoleón Bonaparte, primer cónsul francés, penetró en Italia y derrotó al Imperio austríaco en la batalla de Marengo, victoria a la que se sumó la de Hohenlinden en Baviera unos meses más tarde. Tras un año de enfrentamientos, los franceses y austríacos firmaron el Tratado de Lunéville el 9 de febrero de 1801, por el que se repartieron el norte de Italia y se le otorgó el Gran Ducado de Toscana al duque de Parma —como rey de Etruria— gracias a la intercesión francesa. En esta división también se incluyó la isla de Elba, situada en el mar de Liguria, cerca de las costas italianas, la cual compartían en aquel momento la Toscana y el Reino de Nápoles. Por este tratado, la parte toscana pasó a formar parte del nuevo Reino de Etruria. El 28 de marzo de 1801, Nápoles y Francia firmaron el Tratado de Florencia, mediante el que la parte de la isla de Elba hasta entonces en manos napolitanas pasó a estar bajo control francés, a pesar de que los comandantes napolitanos y toscanos de este territorio no habían capitulado todavía.

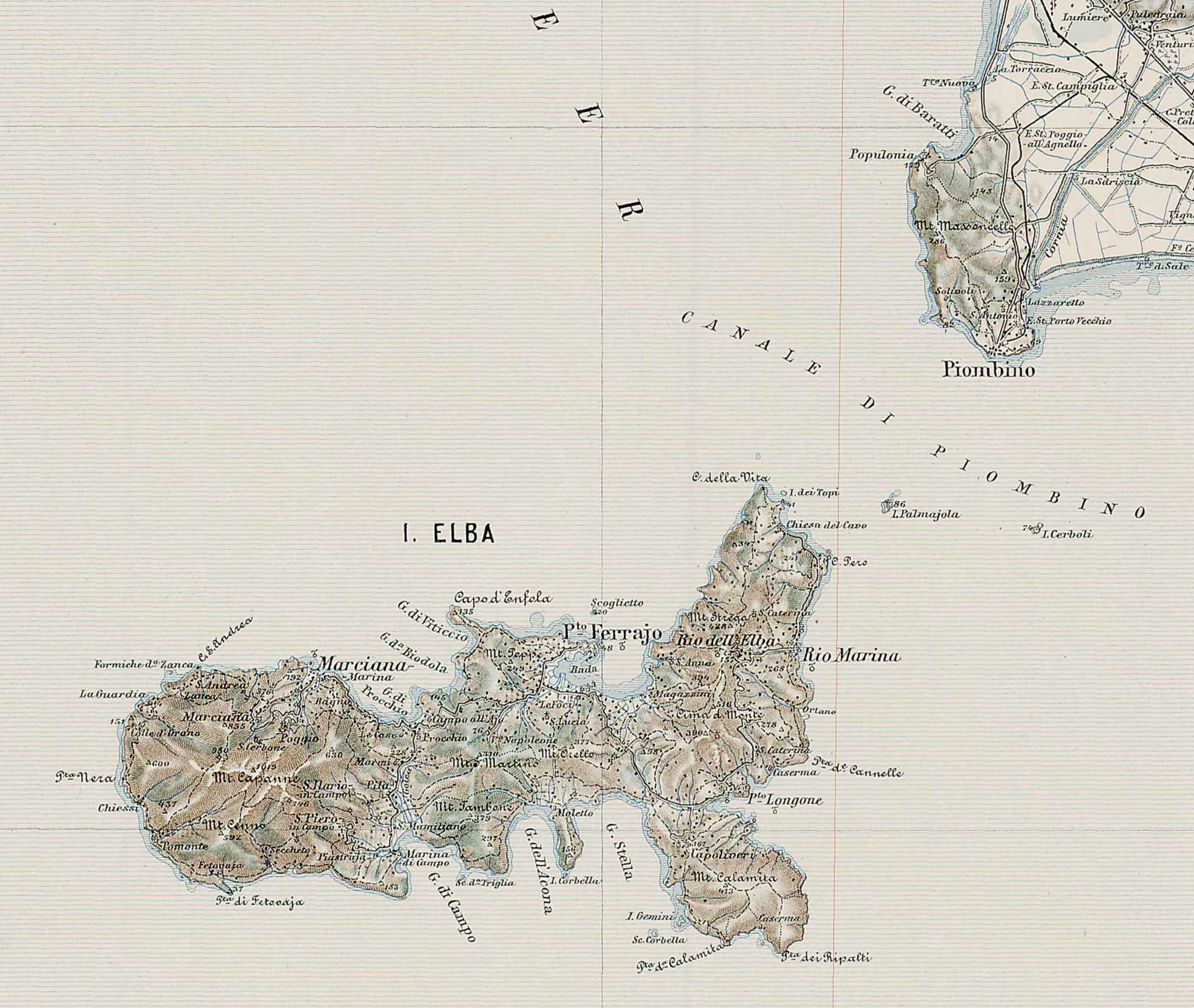
La isla de Elba, con Porto Ferrajo en la costa norte y el puerto toscano de Piombino al noreste, desde donde los franceses lanzaron la ocupación de la isla.

Aunque las aguas del mar de Liguria pertenecían territorialmente a Francia, Gran Bretaña se había hecho con su control, al igual que con el de todo el mar Mediterráneo, cuando la Marina Real había destruido la flota mediterránea francesa en la batalla del Nilo en 1798. En 1801, las bases británicas en Gibraltar, Menorca y Malta les permitían a las fuerzas navales británicas surcar el mar sin oposición; su presencia obligaba a las fuerzas de la flota francesa restantes, las cuales tenían su base en Tolón, a realizar trayectos cortos para poder evitar su interceptación y captura. Por esta razón, hasta que una gran escuadra francesa dirigida por el contraalmirante Honoré Ganteaume no apoyó brevemente a las fuerzas navales regionales —la escuadra se dirigía a Egipto—, ninguna expedición francesa fue capaz de alcanzar Elba. Esta escuadra partió de Piombino el 2 de mayo de 1801 con mil quinientos hombres capitaneados por el general Jean Victor Tharreau, quien desembarcó sin oposición en el pueblo napolitano de Porto Longone.
Las fuerzas invasoras se expandieron rápidamente a lo largo de la isla, ya que no encontraron resistencia; la porción napolitana completa y casi toda la región toscana se rindieron sin oposición. Pronto, todo lo que quedaba en manos toscanas era el pueblo portuario de Porto Ferrajo, fortificado y situado en la costa norte. El vicecónsul británico en Livorno, Isaac Grant, se refugió en la localidad después de que en octubre de 1800 las tropas francesas penetrasen en la Toscana y convenció a sus habitantes para oponer resistencia a los franceses. La posición defensiva del puerto era poderosa, por lo que el comandante toscano Carlo de Fisson —al frente de la guarnición de cuatrocientos hombres— se negó a cumplir las peticiones de Tharreau, quien solicitó en vano su rendición. La presencia de dos fragatas británicas, HMS Phoenix y HMS Mermaid, cerca del puerto reforzó la postura de Fisson. Los británicos reforzaron además a la guarnición toscana con artilleros de la escuadra, cuatrocientos corsos y algunos napolitanos. Tharreau respondió a esta negativa poniendo cerco a la fortaleza. La repentina partida de las dos fragatas, que se habían hecho a la vela al avistar la escuadra de Ganateaume —que había bombardeado el pueblo el 6 de mayo antes de tener que retirarse por la aparición de un brote de tifus entre su tripulación—, alentó a Tharreau. La pequeña fragata francesa Badine bloqueó posteriormente Porto Ferrajo, con la intención de obligar a los defensores a rendirse por la falta de alimentos. Tres fragatas más, la Carrère, la Bravoure y la Succes, todas bajo el comando del capitán Jacques François-Ignace Bretel, llegaron pronto para reforzar el bloqueo ejercido por la Badine.

## Refuerzos

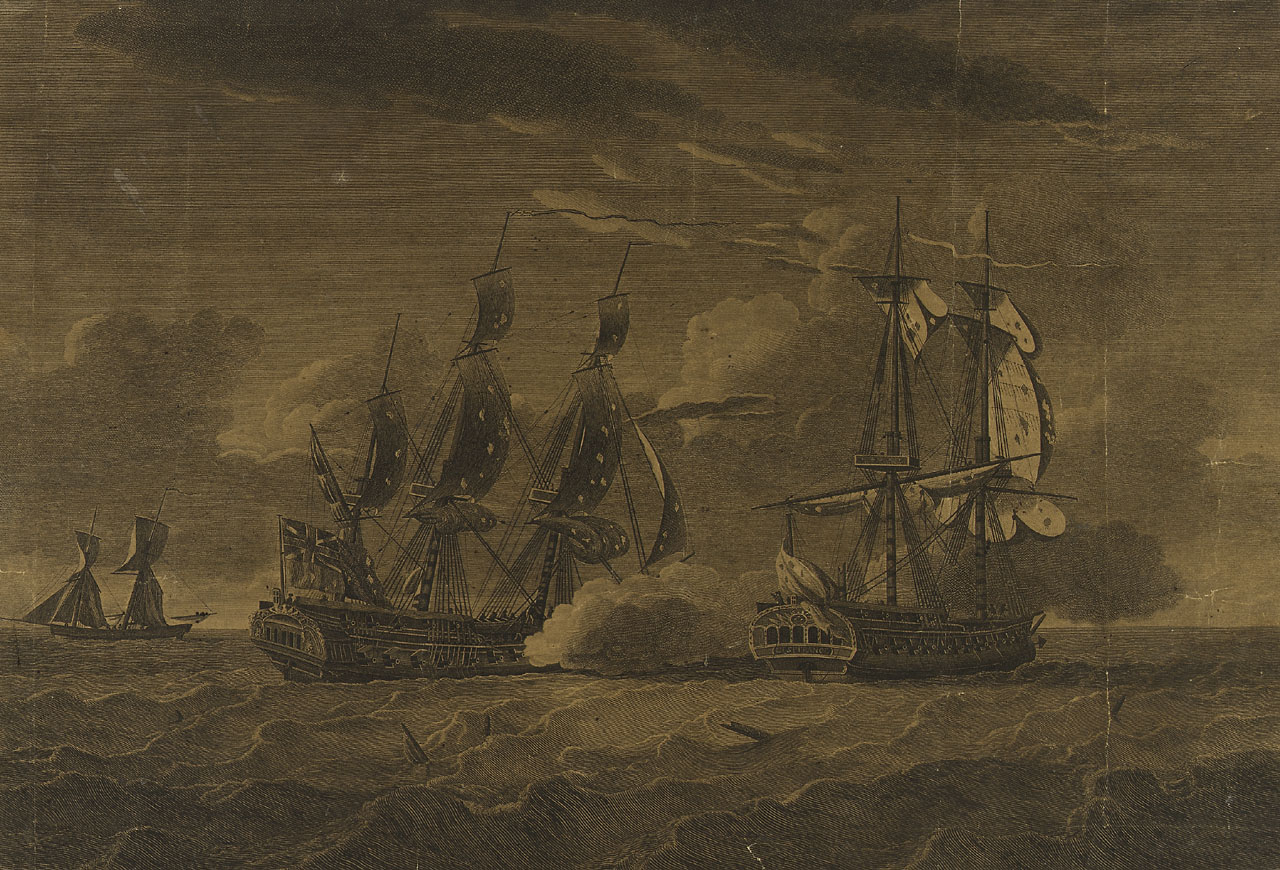
El HMS Pearl, una las fragatas que acudió en auxilio de los asediados a comienzos de agosto y desbarató el bloqueo naval francés, disparando sus cañones.

El sitio continuó durante tres meses con escasa actividad por ambos bandos hasta la llegada en julio del general François Watrin con cinco mil hombres adicionales e instrucciones del general Joachim Murat de proseguir con el asedio de una forma más enérgica. Sin embargo, la llegada a Porto Ferrajo el 1 de agosto de una poderosa escuadra británica al mando del contraalmirante sir John Borlase Warren en el HMS Renown, que persiguió al Succés y Bravoure hasta Livorno y reabrió el paso al puerto, frustró inmediatamente los planes de Watrin. Al mismo tiempo, arribó a Porto Ferrajo una pequeña fuerza dirigida por el capitán Gordon con el fin de aumentar la guarnición toscana.
A las 14:30 del 3 de agosto, tres fragatas de patrullaje de Warren —la Phoenix, capitaneada por el Lawrence Halsted; la Pomone, cuyo capitán era Edward Leveson-Gower, y la Pearl, bajo el mando de Samuel James Ballar— descubrieron un barco cerca de la costa oeste de Elba y comenzaron su persecución. El barco era el Carrère, equipado con treinta y ocho cañones y bajo el control del capitán Claude-Pascal Morel-Bealieu. La nave transportaba trescientos barriles de pólvora y a la vez escoltaba un convoy de cinco pequeños barcos costeros que portaban provisiones y pertrechos desde Porto Ercole a Porto Longone. A pesar de que el Carrère viró para evitar a los perseguidores británicos y castigó al Pomone —el barco que encabezaba la caza del buque francés— con los cañones montados en la popa de la fragata, no fue capaz de escapar de sus oponentes a causa de la gran carga que llevaba. Después de diez minutos de persecución, el Pearl cortó la ruta hacia Porto Longone y el Pomone maniobró para colocarse en una posición adecuada para abrir fuego. En consecuencia, el capitán Morel-Beaulieu se rindió. Las pérdidas en el Pomone se limitaron a dos fallecidos y cuatro heridos, dos de los cuales murieron después a causa de estas heridas; el Carrère había sufrido en el enfrentamiento bajas «tolerablemente numerosas» en una tripulación de 352 personas. El retraso que había causado la breve persecución tuvo como consecuencia que los barcos costeros pudieran dispersarse y huir, de modo que evitaron la captura; algunos consiguieron incluso llegar a Porto Longone.
El Carrère era un barco adquirido de la República de Venecia tras la firma del Tratado de Campo Formio en 1797. La Marina Real comenzó a usarlo bajo su nombre, aunque el Almirantazgo británico lo retiró de servicio al poco tiempo.
También a comienzos de mes y mientras tenían lugar estos combates en el mar, el ministro del nuevo soberano de la Toscana prometió otorgar una amnistía a los habitantes de la población a cambio de su rendición, pero estos rechazaron la propuesta y expresaron su rechazo del nuevo soberano y su lealtad al anterior gran duque. Los franceses retomaron entonces el bombardeo de la plaza con las nuevas baterías, que causaron grandes daños.

## Septiembre

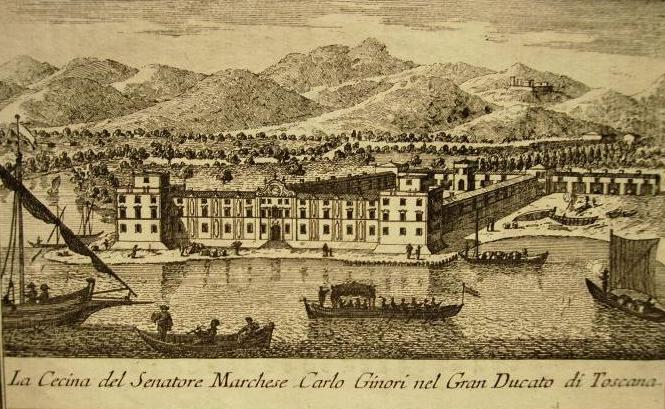
Cecina en el año 1751.

Aunque Warren se marchó pronto del lugar dejando tan solo una escuadra, el asedio continuó a lo largo del mes de agosto. Las fuerzas francesas dominaban Elba pero eran incapaces de tomar las murallas de la fortaleza, ya que las fuerzas de la Marina Real controlaban el acceso a la isla por mar, proveían a los defensores de suministros e impedían que los franceses abasteciesen a sus propias fuerzas en la isla desde el continente. Halsted y el Phoenix mantenían el bloqueo del puerto de Piombino, situado en tierras italianas, asegurándose de este modo la interceptación de los aprovisionamientos.
Al final de agosto, Watrin se percató de que la Phoenix estaba sola en el puerto y envió un mensaje a Livorno, donde anclaban las fuerzas restantes de la escuadra francesa. El mensaje tenía como objetivo ordenarles el ataque al barco de guerra británico, que se encontraba aislado. Tanto el Succès como el Bravoure partieron el 31 de agosto y llegaron a Piombino a las 6:30 del 2 de septiembre. A su arribo, descubrieron que las fragatas Pomone y Minerve, bajo el mando del capitán George Cockburn, se habían unido al Phoenix. Esto se debía a que Halsted había recibido un reporte en el que se detallaban los planes de Watrin de atacarle con barcos de Livorno, por lo que había convocado a los refuerzos.
El Minerve era el más cercano a los navíos franceses que se acercaban y comenzó su persecución inmediatamente, al tiempo que Cockburn instaba a Halsted y Leveson-Gower a que se unieran a él. Al avistar las fragatas británicas, Bretel giró y puso rumbo al norte en dirección a Livorno, pero a las 9:00, los tres barcos de guerra británicos ya se estaban aproximando a su pequeña escuadra. Al no poder escapar de sus perseguidores y con el Minerve acercándose rápidamente, Bretel encalló el Succés en la playa de Vada, situada cerca de Cecina, con la esperanza de alejar de este modo al Minerve del Bravoure. No obstante, Cockburn simplemente disparó al navío antes de continuar la persecución del otro barco mientras Bretel se rendía al Pomone. El capitán Louis-Auguste Dordelin intentó llegar desesperadamente a Livorno antes de que le alcanzasen, pero el viento que soplaba del norte le hacía retroceder constantemente y finalmente tuvo que encallar bajo la batería de Antignano, a cuatro millas náuticas —7,4 kilómetros— al sur del puerto de su objetivo. Las olas malpararon el Bravoure, causaron la caída de sus tres mástiles y dejaron el barco destrozado. Una pequeña fuerza británica dirigida por el teniente William Kelly abordó el Bravoure, pero solo pudo capturar a unos pocos prisioneros antes de que varias baterías situadas en tierra abrieran fuego contra la nave y tuviera que abandonarla. Kelly ignoró las instrucciones de quemar el Bravoure con el objetivo de salvar a los marineros que se encontraban atrapados en el barco. En el sur, los británicos remolcaron el Succés desde la playa donde los franceses lo habían varado. Estos lo habían capturado en febrero de 1801 y, tras varias reparaciones, la Marina Real volvió a usarlo bajo su antiguo nombre, HMS Success.

## Contraataque

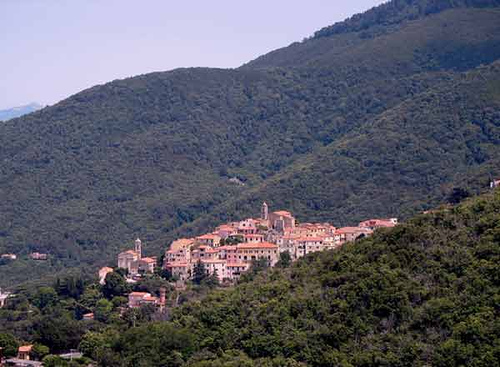
El Dragon y el Genereux bombardearon la torre situada en el pueblo de Marciana.

Habiendo eliminado la amenaza naval francesa, la Marina Real tenía libertad para proseguir con la ofensiva y el comando de la guarnición de Porto Ferrajo se le encomendó al teniente coronel Geoge Airey; mientras tanto, Warren había regresado con su poderosa escuadra. Esta transportaba además tres mil hombres para socorrer a la guarnición asediada. Los planes que se idearon consistían en la realización de una operación anfibia por parte de los Reales Marines y los auxiliares toscanos contra las baterías francesas que vigilaban la bocana del puerto. Los británicos reunieron a 449 marines y 240 marineros de las fragatas Renown, Gibraltar, Dragon, Alexander, Genereux, Stately, Pomone, Pearl y del bergantín Vincejo. Todos estos estaban bajo el mando del capitán George Long, del Vincejo, y la fuerza completa, que incluía tropas toscanas y voluntarios locales, la mandaba el capitán John Chambers White, del Renown. En total, el grupo contaba con unos mil hombres. Los desembarcos tuvieron lugar la mañana del 14 de septiembre. A continuación, las tropas se desplazaron hacia el interior de la isla atacando las baterías en dos columnas; como parte de la incursión, el Dragon y el Genereux habían bombardeado la torre fortificada de Marciana el día anterior para desviar la atención de los franceses.
El ataque comenzó bien para los británicos, que consiguieron destruir varias baterías y hacerse con cincuenta y cinco prisioneros de guerra, pero los franceses, más numerosos, empezaron pronto a hacer retroceder a los soldados británicos a sus cabezas de playa entre la confusión —hubo treinta y dos víctimas mortales, incluyendo al capitán Long, sesenta y un heridos y ciento cinco desaparecidos, de los cuales quince, treinta y tres y setenta y siete, respectivamente, eran británicos—. El general Watrin proclamó esto como una victoria, inflando las cifras y afirmando erróneamente que había infligido mil doscientas bajas a los aliados y capturado a otros doscientos hombres. Afirmó también haber desarbolado una fragata y destruido numerosas embarcaciones más pequeñas con el fuego de sus baterías; sin embargo, ningún barco de guerra británico reportó daño alguno.
A pesar de que Warren abandonó la región poco después de la batalla con la mayoría de su escuadra, Watrin fue incapaz de penetrar las murallas de Porto Ferrajo y Airey mantuvo el control de la plaza durante las últimas semanas de guerra hasta que se comunicó el alto al fuego como consecuencia de la firma del Tratado de Amiens el 1 de octubre. En marzo de 1802, según lo establecido en el Artículo XI de las condiciones finales del tratado, los británicos abandonaron completamente la isla, de modo que los franceses disfrutaron de la plena posesión de la ciudad y de la isla de Elba durante el resto de las Guerras Napoleónicas.